# Gaetai-öböl
A Gaetai-öböl a Tirrén-tenger egyik öble Olaszország délnyugati partja mentén, Campania és Lazio régiók partjai mentén. Északon a Circeo-fok, délen Ischia szigete és a Nápolyi-öböl határolja. Az öböl nyugati részén találhatók a Ponzai-szigetek. 
Az öböl nevét a partja mentén fekvő Gaeta városról kapta. 
A Gaetai-öbölbe ömlik a Volturno, Dél-Olaszország egyik legjelentősebb folyója. 
Itt állomásozott 1967 és 2006 között a NATO Földközi-tengeri Parancsnokságához tartozó Hatodik Flotta. 